# Helmut Recknagel
Helmut Recknagel (Steinbach-Hallenberg, 20 maart 1937) is een voormalig Duits schansspringer.

## Carrière
Recknagel won in zijn carrière driemaal het Vierschansentoernooi waarbij hij zes wedstrijden winnend afsloot. Recknagel behaalde zijn grootste succes met het winnen van olympisch goud in 1960 en won met deze gouden medaille tevens de wereldtitel. Twee jaar later won Recknagel in Zakopane de wereldtitel van de grote schans.

## Belangrijkste resultaten

### Olympische Winterspelen
| Editie | Plaats       | Kleine schans | Grote schans    |
| ------ | ------------ | ------------- | --------------- |
| 1960   | Squaw Valley |               | Gouden medaille |
| 1964   | Innsbruck    | 6             | 7               |

### Wereldkampioenschappen schansspringen
| Jaar | Plaats       | Resultaten    |
| ---- | ------------ | ------------- |
| 1958 | Lahti        | K90           |
| 1960 | Squaw Valley | K90           |
| 1962 | Zakopane     | K70 · K90     |
| 1964 | Innsbruck    | 6e K70 7e K90 |